# Araneus nigmanni
Araneus nigmanni är en spindelart som först beskrevs av Embrik Strand 1906.  Araneus nigmanni ingår i släktet Araneus och familjen hjulspindlar.
Artens utbredningsområde är Kamerun. Inga underarter finns listade i Catalogue of Life.